# Mundys
Mundys SpA, tidigare Atlantia S.p.A., är ett italienskt investmentföretag som bygger och förvaltar avgiftsbelagda vägar samt svarar för drift av flygplatser.
Dess största innehav är i dotterbolaget Autostrade per l'Italia, som är Italiens största koncessionsinnehavare för avgiftsbelagda motorvägar. Ett annat dotterbolag är det 1993 bildade Autostrade of Virginia, som ingår i det konsortium som driver Dulles Greenway i Virginia i USA.
Atlantia är sedan 1999 noterat på Borsa Italiana, Milanos fondbörs. Dess största ägare, med omkring 43 procent av kapitalet (2007), är Sintonia, som är ett holdingbolag för familjen Benetton.
Per 2018 svarade koncernen för administration av 5 000 kilometer avgiftsbelagda vägar i Italien, Brasilien, Chile, Indien och Polen, samt sköter flygplatser i Italien och Frankrike.